# Río Medina (isla de Wight)
El río Medina es el río principal de la isla de Wight, Inglaterra, Reino Unido. Fluye de sur a norte, con una longitud total de 17 km, hasta desembocar en el canal de la Mancha. El nombre Medina proviene del inglés antiguo "Meðune", que significa "el del medio".